# Ypypuera esquisita
Ypypuera esquisita is een spinnensoort in de taxonomische indeling van de Hersiliidae.
Het dier behoort tot het geslacht Ypypuera. De wetenschappelijke naam van de soort werd voor het eerst geldig gepubliceerd in 2004 door Rheims & Antonio D. Brescovit.